# Chaosphere
Chaosphere — третий студийный альбом шведской метал-группы Meshuggah, выпущенный 10 ноября 1998 года лейблом Nuclear Blast.
По звучанию Chaosphere представляет собой сочетание грув-метала и техничного своеобразного звучания Meshuggah, получившего развитие в дальнейшем творчестве группы. На песню «New Millennium Cyanide Christ» был снят клип.
Японское издание альбома также включало в себя трек «Unanything».
Вышедшее позднее переиздание альбома под названием «Reloaded» так же содержит пять песен из EP The True Human Design .
Американский онлайн-журнал Loudwire поместил альбом на 8-е место в топе-25 альбомов прогрессивного метала всех времён.

## Список композиций
| №  | Название                             | Текст песни    | Длительность |
| -- | ------------------------------------ | -------------- | ------------ |
| 1. | «Concatenation»                      |                | 4:17         |
| 2. | «New Millennium Cyanide Christ»      |                | 5:36         |
| 3. | «Corridor of Chameleons»             |                | 5:02         |
| 4. | «Neurotica»                          |                | 5:20         |
| 5. | «The Mouth Licking What You've Bled» |                | 3:57         |
| 6. | «Sane»                               |                | 3:49         |
| 7. | «The Exquisite Machinery of Torture» |                | 3:56         |
| 8. | «Elastic»                            |                | 15:30        |
| 9. | «Unanything» (Japanese bonus track)  | (Instrumental) | 3:01         |

| №   | Название                                | Длительность |
| --- | --------------------------------------- | ------------ |
| 9.  | «Sane» (demo version)                   | 4:07         |
| 10. | «Future Breed Machine (Mayhem version)» | 8:11         |
| 11. | «Futile Bread Machine»                  | 3:29         |
| 12. | «Future Breed Machine»                  | 7:30         |
| 13. | «Future Breed Machine (Remix)»          | 6:46         |

## Участники записи
- Йенс Кидман − вокал
- Густав Хельм — бас-гитара
- Томас Хааке − ударные, вокал («The Exquisite Machinery of Torture»)
- Мортен Хагстрём — гитара
- Фредрик Тордендаль − гитара, синтезатор